# Лілла Кабот Перрі
 Лілла Кабот Перрі (англ. Lilla Cabot Perry 13 січня,1848. Бостон, Массачусетс — 28 лютого, 1933, Хенкок, Нью Гемпшир) — американська письменниця (поезія, переклади) та художниця (пейзаж, портрет).

## Життєпис
Походила з забезпеченої родини з міста Бостон. Батько — відомий і заможний хірург Семюел Кабот, мати — Ганна Лоуелл Джексон. Лідію в родині звали Ліллою, що і стало частиною її історичного імені — Ліллі Кабот Перрі.
Здобула якісну класичну освіту і навчалась іноземним мовам, літературі і поезії, музиці. За припущеннями, навчалася і малюнку, котрий не доходив тоді до межі фахового засвоєння техніки живопису олійними фарбами.
9 квітня 1874 одружилася з професором англійської літератури Гарвардського університету Томасом Сарджентом Перрі. В шлюбі народила трьох доньок — Маргарет (1876 р.н.), Едіт (1880 р.н.) та Еліс (1884 р.н.).

## Творчість
Тільки делегувавши виховання доньок боннам і вчителям, Лілла Кабот Перрі фахово почала вивчати техніку живопису.
В перший період творчості зосередилась на створенні портретів в реалістичній манері. Зображала дітей та жінок зі свого оточення у традиційних сюжетах.
Відвідала Японію та Францію (Живерні). Познайомившись із Клодом Моне, привнесла у свій стиль від нього техніку імпресіонізму. Почавши працювати в імпресіоністичній манері, Кабот Перрі створює безсюжетні пейзажі без персонажів. 
Кабот Перрі, будучи жінкою, ніколи не мала широкої популярності, як її колега, художниця Мері Кассат. Але її ім'я було відоме прихильникам живопису в США.
Після смерті роботу Кабот Перрі забули, оскільки імпресіонізм в США замінили авангардизм і модернізм. Відродження інтересу до її творчого спадку стається наприкінці 20 ст., коли у США торговці картинами відновили моду на імпресіонізм.

## Вибрані твори
- «Автопортрет», 1884
- «Автопортрет», 1892
- "Жінка з котом зі спини "
- "Руда дівчинка з книгою "
- "Пані в чорному капелюху "
- "Полудень восени в Живерні "
- "Анжела біля вікна "
- "Суруга Бей. Азалії ", 1898
- "Мала Анжела ", 1889
- «Двійка японських дітей», 1901
- "Пані в бузковій сукні ", 1910

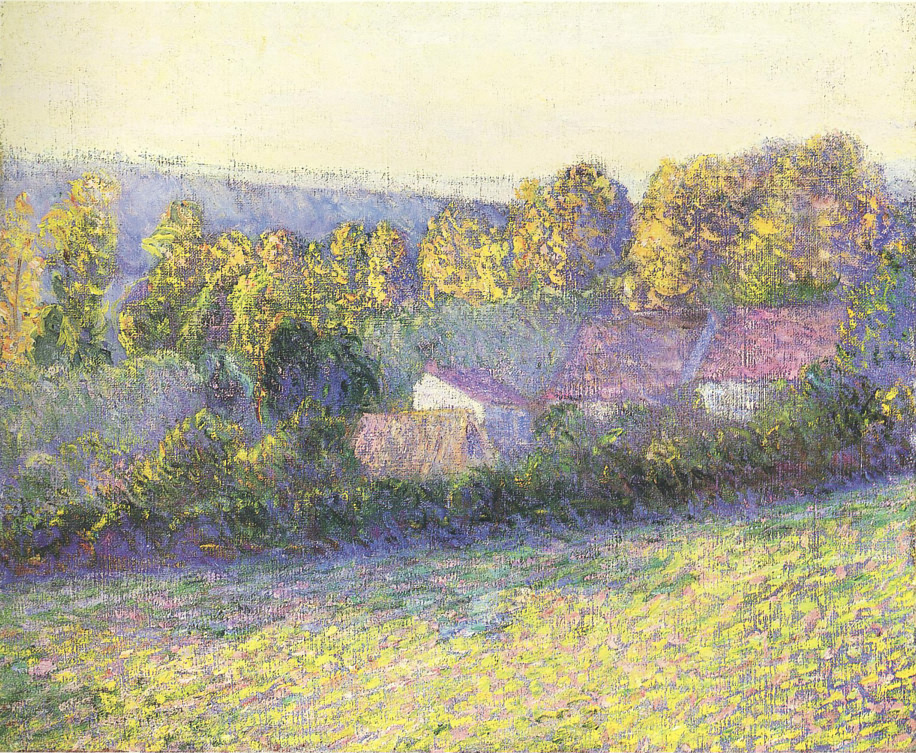
«Осінній полудень. Живерні»

- "Засніжений понеділок " (Хенкок, Нью Гемпшир), 1926
- "Скирта. Живерні "
- "Едвін Арлінгтон Робінсон ", 1916

## Галерея вибраних творів

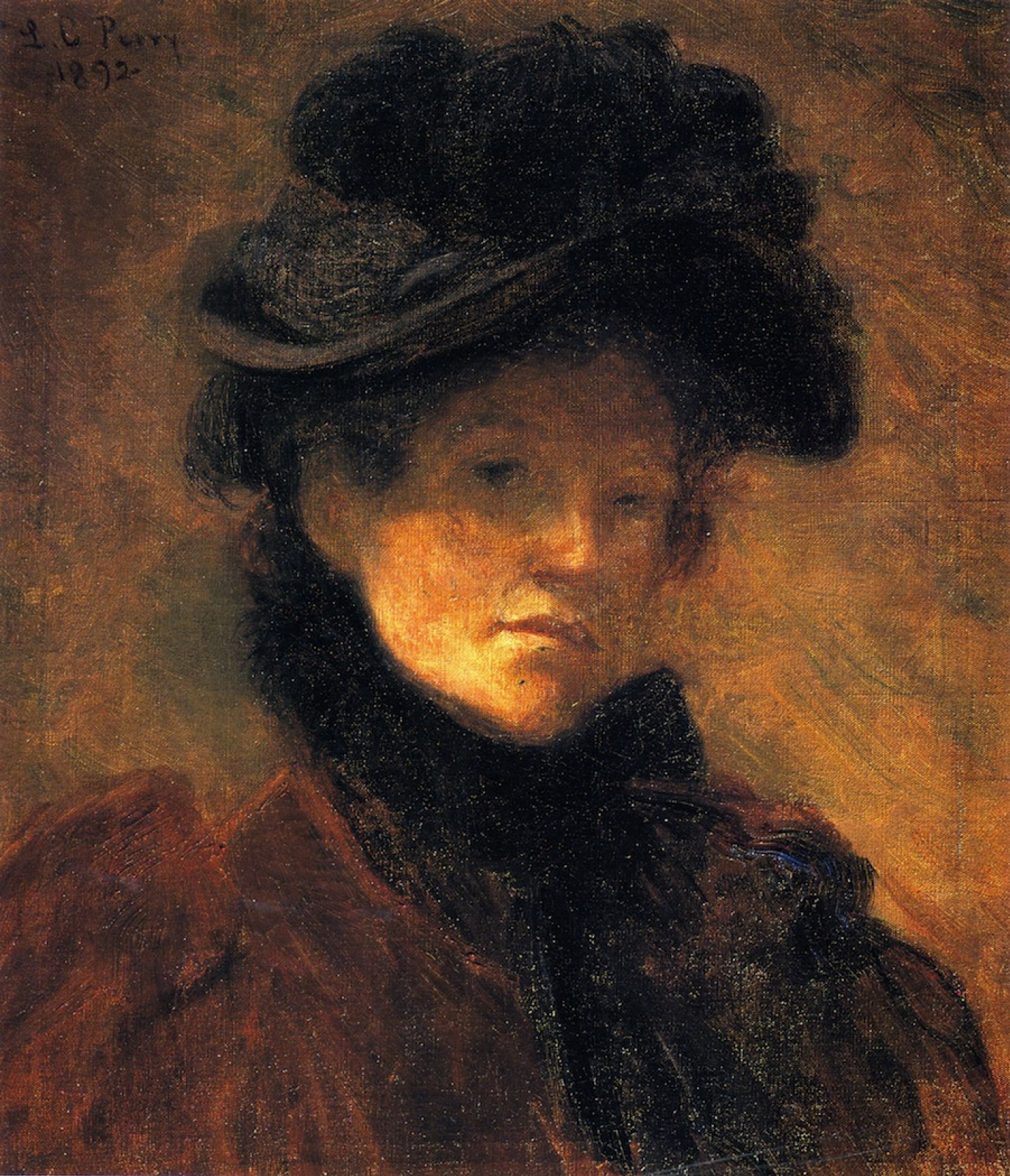
Self-portrait
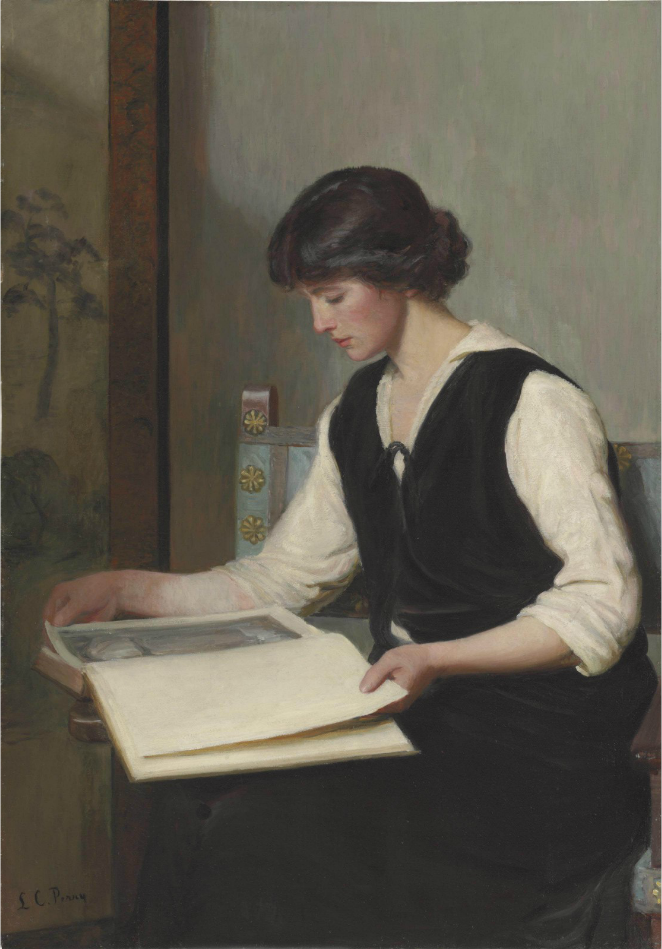
Reading
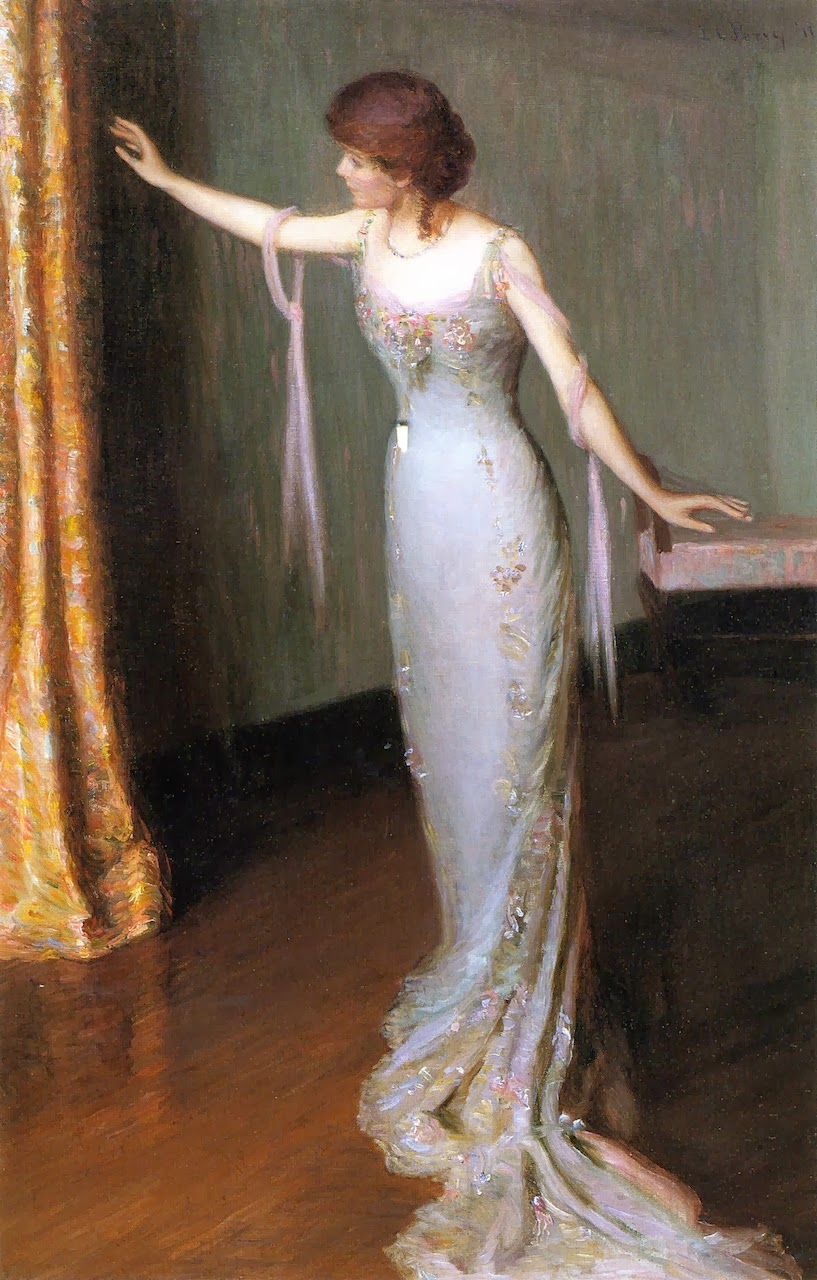
Lady in an Evening Dress, 1911
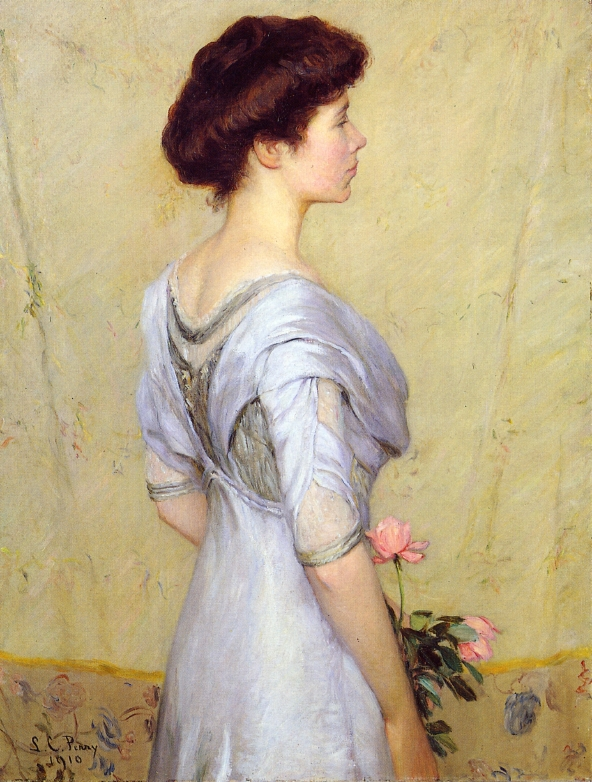
The Pink Rose
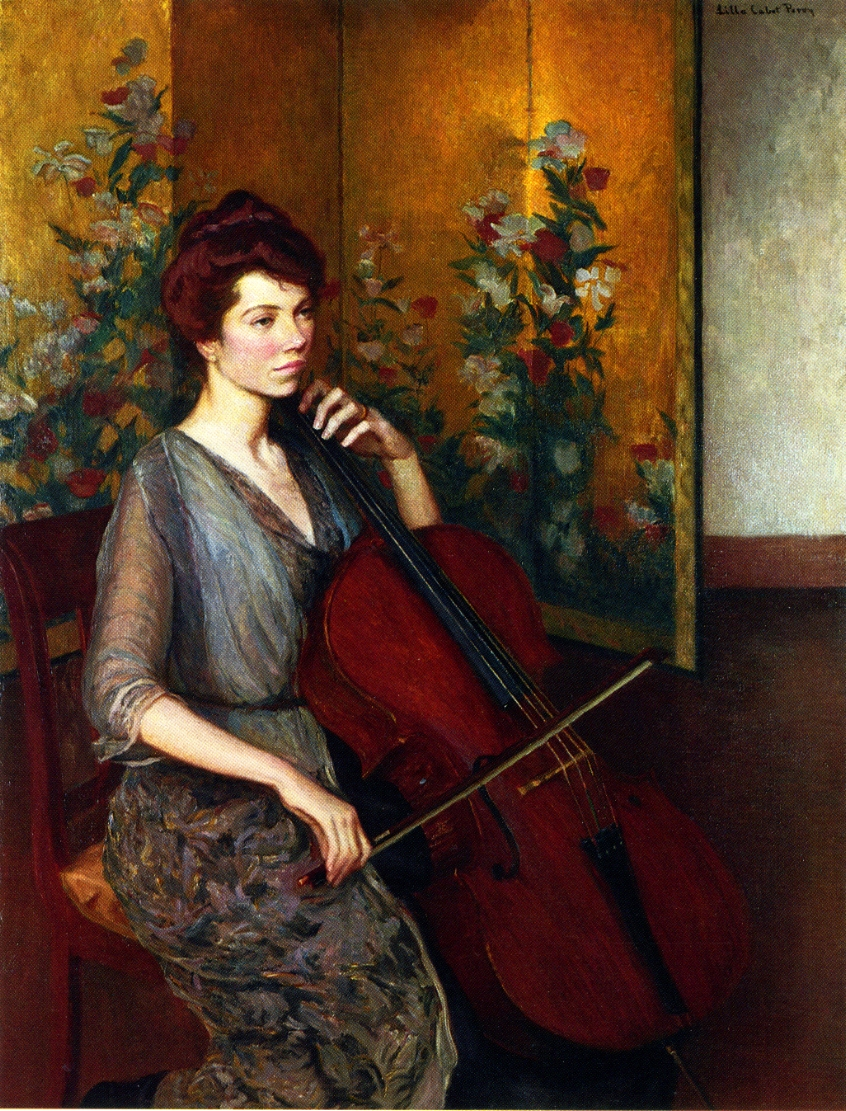
The Cellist
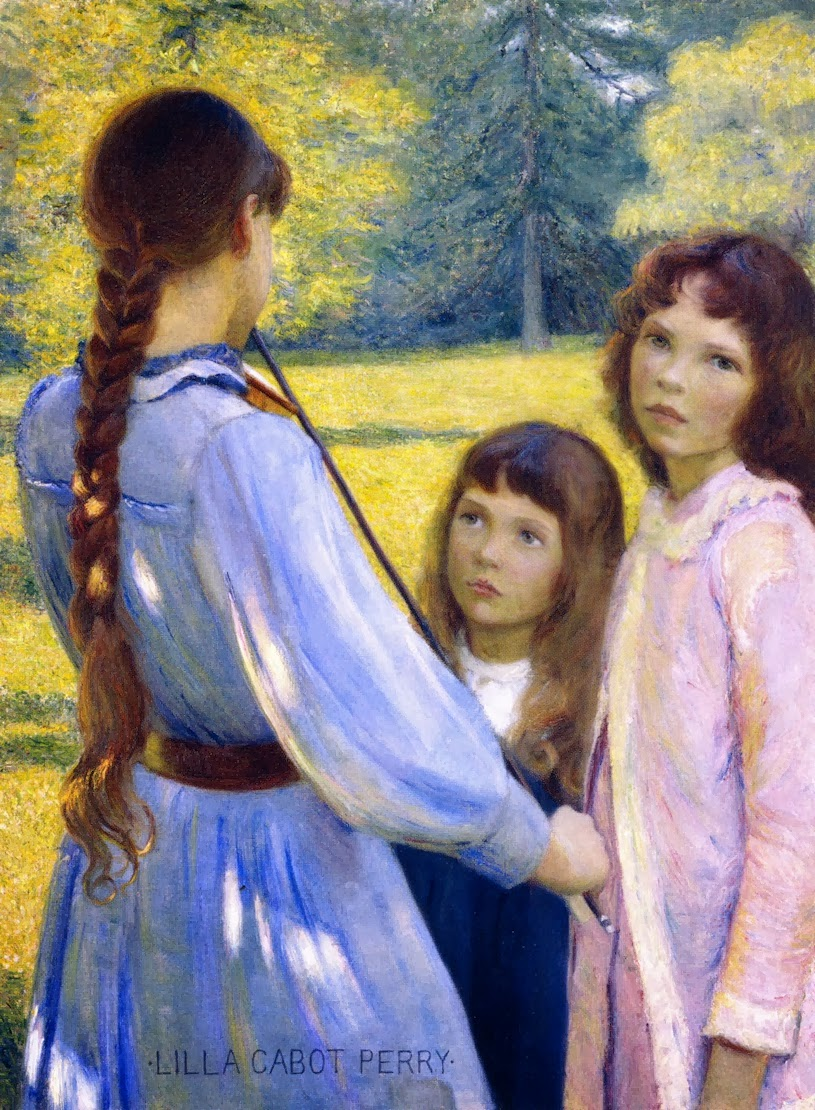
Open Air Concert
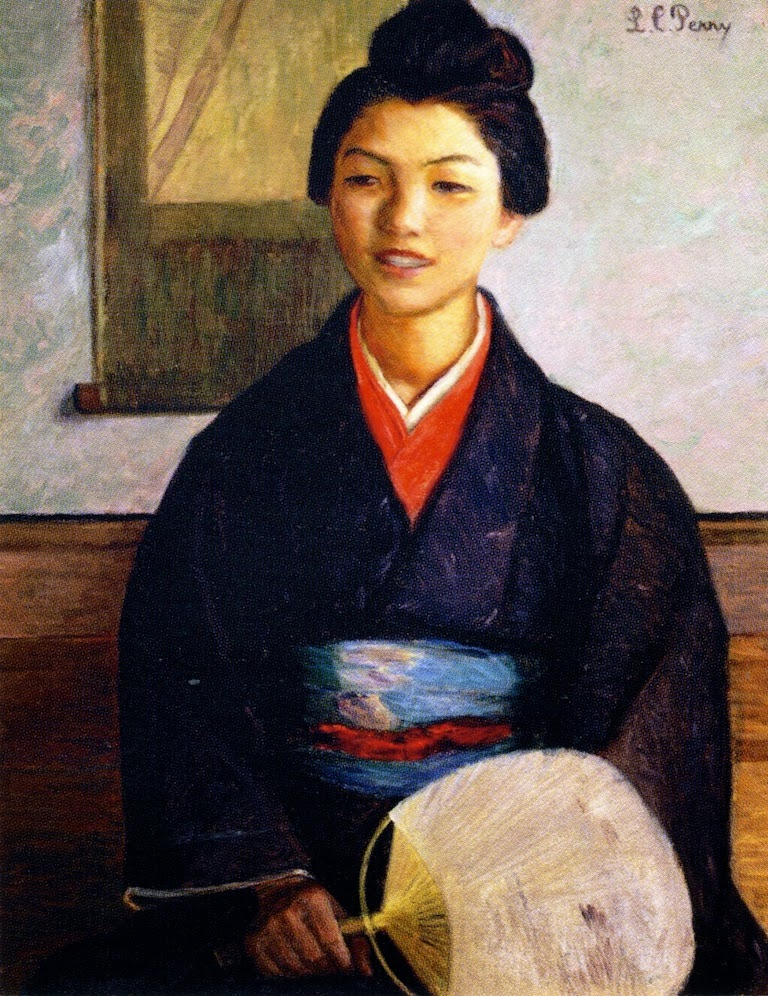
Japanese Girl
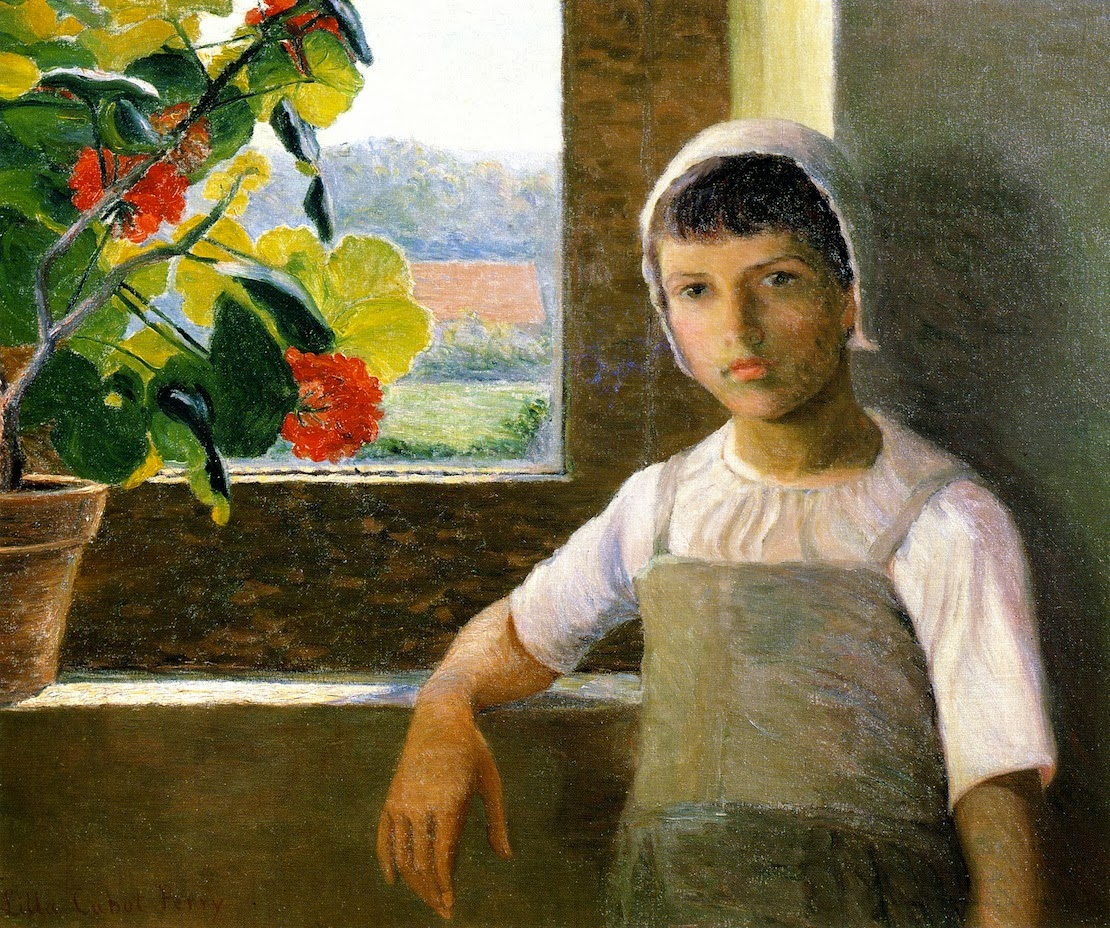
La Petite Angèle, II, 1889
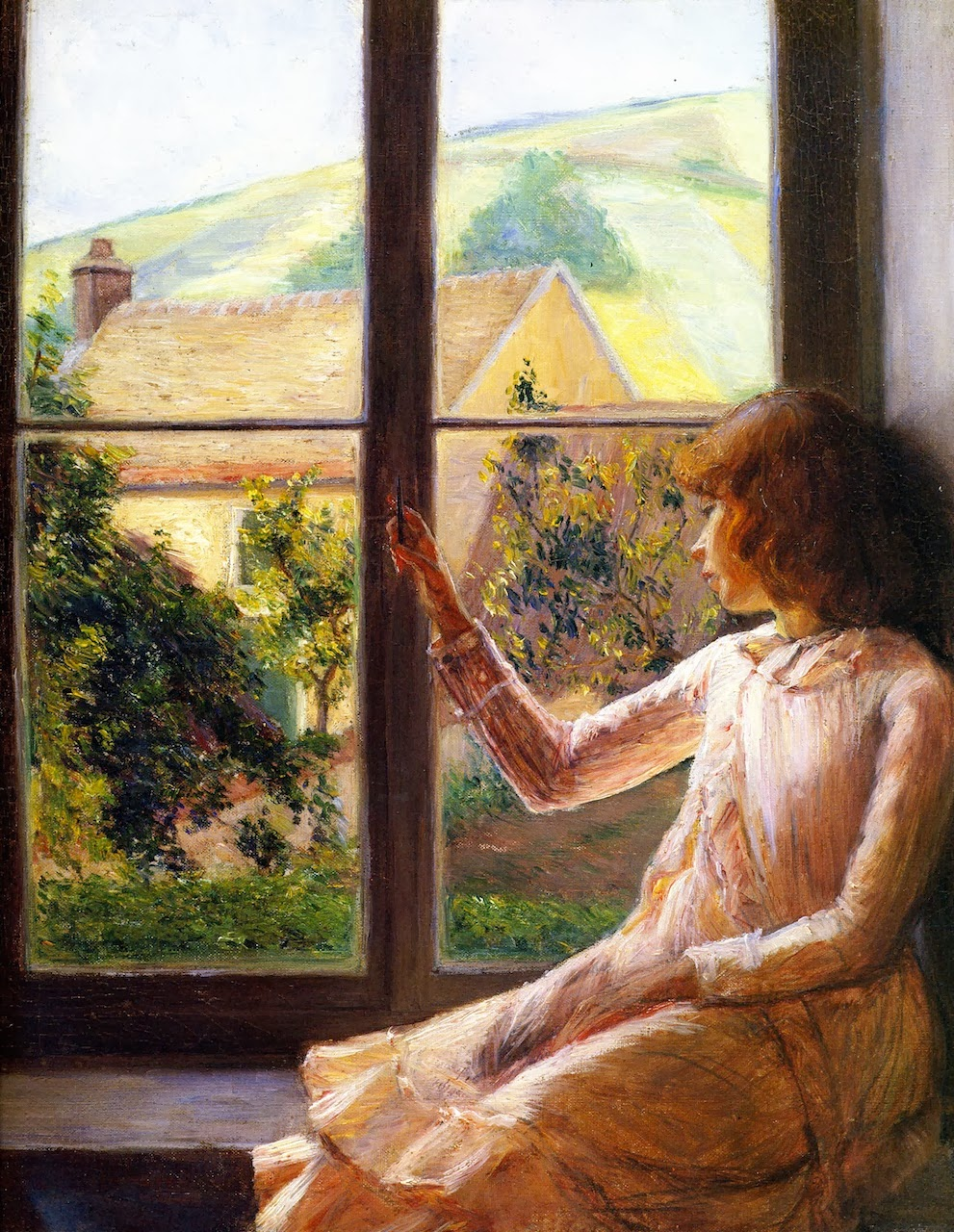
Edith Perry at the Window
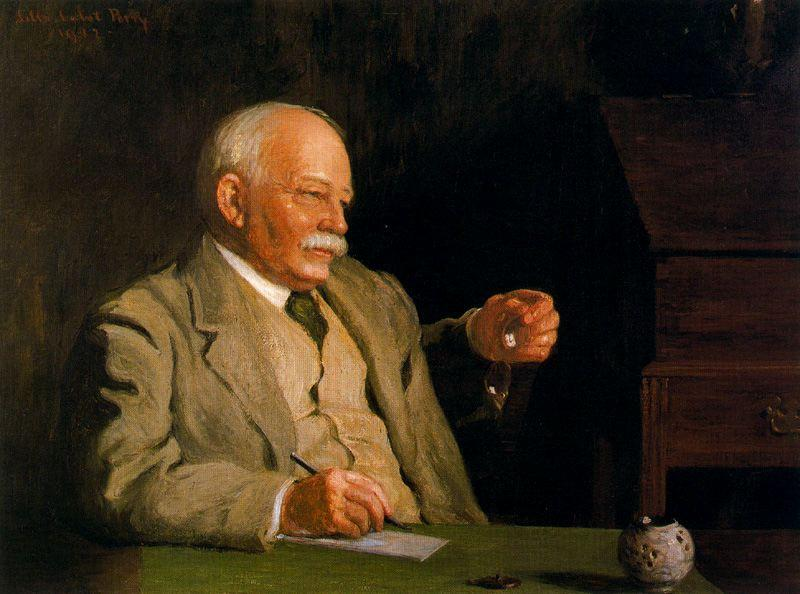
Portrait of William Dean Howells
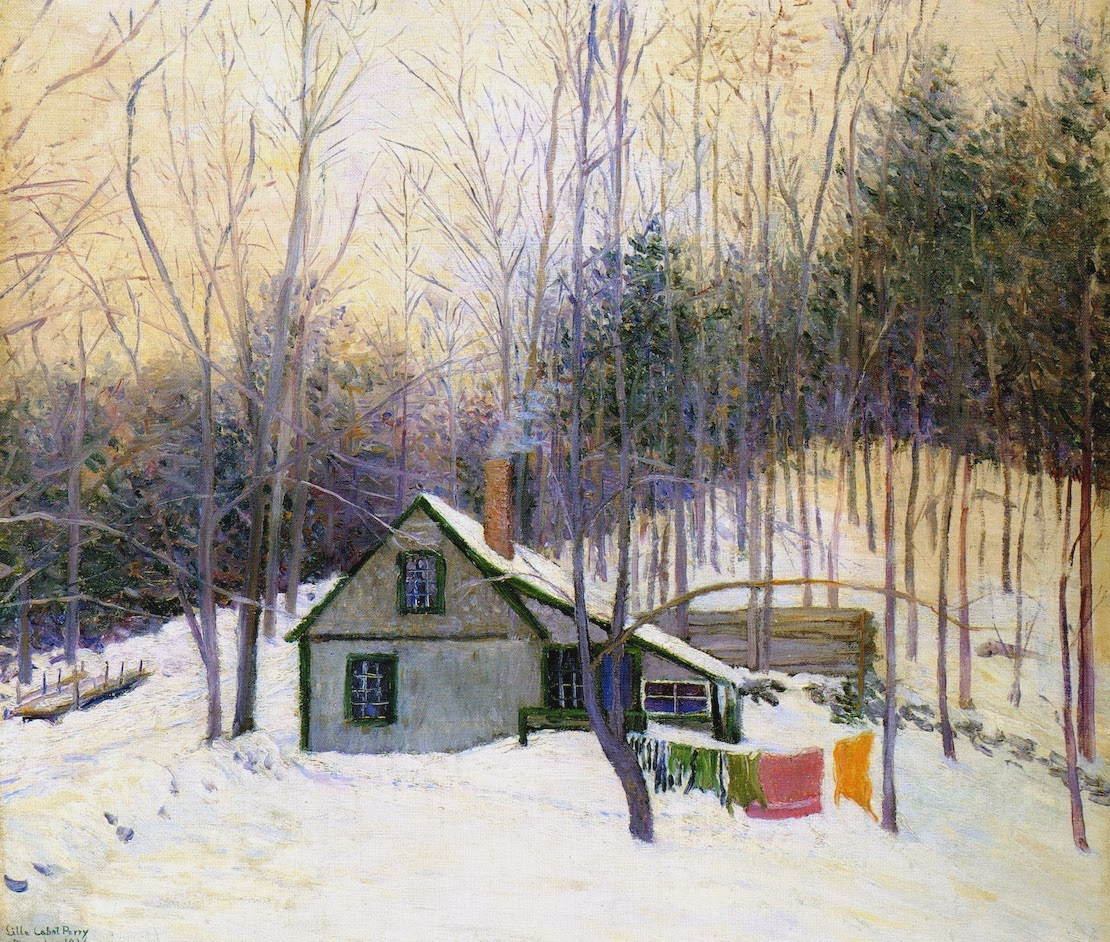
A Snowy Monday (The Cooperage, Hancock, New Hampshire), 1926
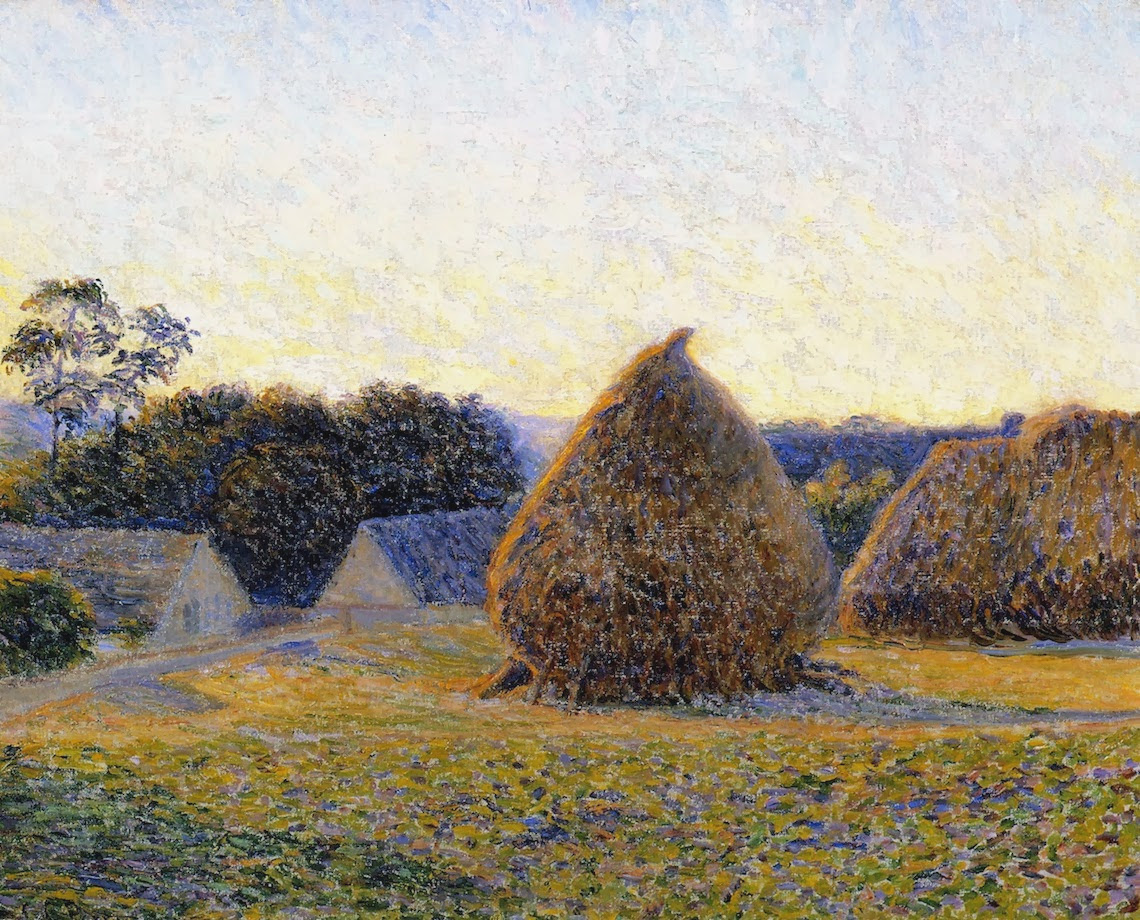
Haystacks, Giverny, 1896
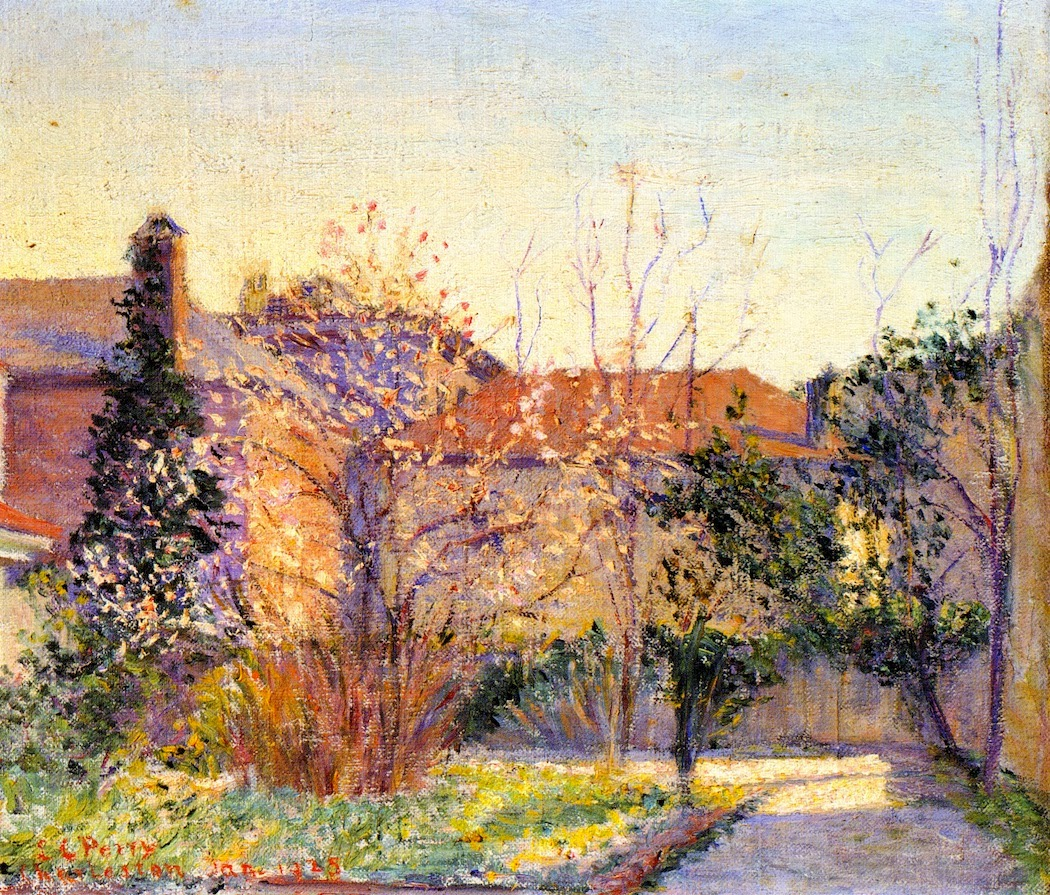
A Peach Tree